# Platja de l'Escar
La platja de l'Escar, coneguda com a platja d'Aquí de Sota, és una platja urbana del municipi del Port de la Selva (Alt Empordà), situada a la badia del Port de la Selva, entre les instal·lacions del port del Port de la Selva, a ran del carrer del Mar, des d'on s'hi accedeix. És una platja estreta i allargada, parcialment ocupada per petites embarcacions. Té una longitud de 122 m i una amplada de 12 m, formada per sorra i grava. En aquest indret es localitzava abans la llotja de pescadors. Hi ha edificis de restauració a la platja.